# 345

## Nașteri
- dată necunoscută: Ieronim  (d. 420)
- dată necunoscută: Evagrie Ponticul  (d. 399)
- dată necunoscută: Rufin din Aquileea  (d. 411)
- dată necunoscută: Petru al Sevastiei episcop (d. ?)

## Decese
- dată necunoscută: Ipatie din Gangra  (n. ?)